# Philygria femorata
Philygria femorata är en tvåvingeart som först beskrevs av Christian Stenhammar 1844.  Philygria femorata ingår i släktet Philygria, och familjen vattenflugor. Arten är reproducerande i Sverige.